# Victòria Díez Bustos de Molina
Victòria Díez Bustos de Molina (Sevilla, 11 de novembre de 1903 - Hornachuelos, Còrdova, 12 d'agost de 1936), va ser una mestra laica catòlica, membre de la Institució Teresiana. Víctima de la persecució religiosa durant la Guerra Civil Espanyola, va ser assassinada a Hornachuelos. Va ser beatificada per Joan Pau II el 10 d'octubre de 1993.

## Formació
Va ser la filla única de José Díez Moreno, de Cadis, escrivent i apoderat d'una casa comercial de Sevilla i de Victòria Bustos de Molina, mestressa de casa. Va rebre formació cristiana. Va estudiar sis anys a la Escola d'Arts i Oficis de Sevilla però volia ser mestra i per això va obtenir el títol de magisteri cursant els estudis entre 1919 i 1923.
El 1925 la Institució Teresiana va arribar a Sevilla amb una acadèmia internat per a estudiants de Magisteri denominada «Santa Teresa». El 25 d'abril de 1926, va anar amb unes amigues a una conferència que dona la directora d'aquest centre Maria Josefa Grosso, un moment que va anomenar La tarda de la trobada. L'objectiu de l'acadèmia era formar els mestres i les mestres que accedien a l'ensenyament públic i estimular la innovació pedagògica en aquells que ja exercien aquesta professió.

## Trajectòria
Després de la seva incorporació a la Institució Teresiana, es va quedar a Sevilla preparant oposicions i fent classe a l'Acadèmia-Inernat. Després de guanyar les oposicions el 1927 va ser destinada a Cheles (Badajoz) on va estar només un curs. Allà va millorar l'escola local, va organitzar la biblioteca, va lluitar contra l'absentisme escolar treballant amb grups de nenes i joves del poble portant els seus mètodes pedagògics renovats amb excursions al camp, cants, activitats amb les alumnes i labors. Va mantenir correspondència amb Josefa Segòvia Morón explicant la seva vida.
En 13 de juny de 1928 va rebre el seu nomenament per anar a Hornachuelos (Còrdova) amb 25 anys. Durant els vuit anys que va viure a Hornachuelos (1927-1936) va desenvolupar una intensa activitat al servei de l'Església i de la societat civil. A més de les seves tasques com a mestra, va crear la catequesi infantil i va impulsar la Acció Catòlica (AC), després de la prohibició d'impartir religió a les escoles públiques pel govern de la II República, va continuar donant catequesi, va col·laborar en la reedificació de l'escola i va continuar amb el seu nou sistema pedagògic. També la van nomenar presidenta del Consell Local del Poble.
Entre els anys 1932 i 1934 va col·laborar tant amb l'ajuntament de dretes com el posterior d'esquerres arribant a ser secretària de la Junta d'Ensenyament. Abans de la Guerra Civil Espanyola, l'església de Hornachuelos va ser incendiada. Després d'intensos mesos de treball la van reobrir i fou novament saquejada els primers dies de la guerra civil.

## Mort
El 20 de juliol de 1936, recentment esclatada la guerra civil espanyola, van arrestar al rector d'Hornachuelos Antonio Molina. L'11 d'agost dos homes armats van demanar a Victòria que acudís amb ells al Comitè a prestar declaració. Ja no la van deixar tornar a casa seva. La van fer presonera en una de les cases a la plaça del poble. Les gestions de diferents persones perquè fos alliberada no van servir per a res.
A la matinada del dia 12 d'agost, Victòria va ser conduïda juntament amb 17 homes als afores del poble per emprendre una marxa de 12 quilòmetres on segons els testimonis Victòria encoratjava als homes: Ànim, endavant, Crist ens espera. Arribats a un casalot de la finca, van ser sotmesos a un judici en el qual tots van ser condemnats a mort.
Victòria, l'única dona, va presenciar l'execució dels seus companys. Els homes van ser afusellats un a un davant la boca d'un dels pous miners de la Mina del Rincón, ella va ser afusellada l'última. Al novembre el seu cos va ser enterrat al cementiri d'Hornachuelos, on va romandre durant gairebé 30 anys, després les seves restes es van traslladar a la cripta que la Institució Teresiana té en Còrdova, a prop de la Mesquita, en una cripta feta per l'arquitecte Rafael de La Hoz Arderius. També hi ha alguns ossos sota l'altar del monestir cistercenc de Santa Maria de les Escalònies, al terme municipal d'Hornachuelos, proper a Palma del Río.

## Beatificació
El procés ordinari sobre el martiri es va obrir l'11 de desembre de 1965, coincidint amb el trasllat de les seves restes a Còrdova, sent postulador general Teodoro Zamalloa. El 10 d'octubre de 1993, el Papa Joan Pau II la va nomenar beata, al costat de Pedro Poveda (canonitzat a Madrid el 4 de maig de 2003).